# Mike Harris (giocatore di football americano)
Michael Harris (Miami, 5 gennaio 1989) è un giocatore di football americano statunitense che gioca nel ruolo di cornerback per i Jacksonville Jaguars della National Football League. Fu scelto dai Jaguars nel corso del sesto giro (176º assoluto) del Draft NFL 2012. Al college ha giocato a football a Florida State.

## Carriera professionistica

### Jacksonville Jaguars
Harris fu scelto nel corso del sesto giro (176º assoluto) del Draft 2012 dai Jaguars. Nella vittoria del 25 novembre 2012 sui Tennessee Titans Harris fece registrare il suo primo intercetto e il suo primo sack. Sempre con i Titans il 30 dicembre Harris bloccò un punt e lo ritornò in touchdown. La sua stagione da rookie si concluse con 15 presenze, 5 delle quali come titolare, con 55 tackle, 1 sack, 1 intercetto e 6 passaggi deviati. Nella successiva scese in campo in tutte le 16 partite, 2 come titolare, scendendo a 37 tackle.

## Vittorie e premi
Nessuno

## Statistiche
| Partite totali      | 31  |
| Partite da titolare | 8   |
| Tackle              | 92  |
| Sack                | 1,0 |
| Intercetti          | 1   |
| Fumble forzati      | 0   |

Statistiche aggiornate alla stagione 2013